# Peosta
Peosta és una població dels Estats Units a l'estat d'Iowa. Segons el cens del 2007 tenia 1.129 habitants.

## Demografia
Segons el cens del 2000, Peosta tenia 651 habitants, 223 habitatges, i 183 famílies. La densitat de població era de 186,2 habitants/km².
Dels 223 habitatges en un 49,8% hi vivien nens de menys de 18 anys, en un 75,3% hi vivien parelles casades, en un 5,4% dones solteres, i en un 17,5% no eren unitats familiars. En el 14,8% dels habitatges hi vivien persones soles el 4% de les quals corresponia a persones de 65 anys o més que vivien soles. El nombre mitjà de persones vivint en cada habitatge era de 2,92 i el nombre mitjà de persones que vivien en cada família era de 3,24.
Per edats la població es repartia de la següent manera: un 34,9% tenia menys de 18 anys, un 6,1% entre 18 i 24, un 38,2% entre 25 i 44, un 14,7% de 45 a 60 i un 6% 65 anys o més.
L'edat mediana era de 30 anys. Per cada 100 dones de 18 o més anys hi havia 100,9 homes.
La renda mediana per habitatge era de 56.250 $ i la renda mediana per família de 56.797 $. Els homes tenien una renda mediana de 38.500 $ mentre que les dones 23.516 $. La renda per capita de la població era de 17.499 $. Entorn de l'1,2% de les famílies i l'1,7% de la població estaven per davall del llindar de pobresa.

## Poblacions properes
El següent diagrama mostra les poblacions més properes.